# Île San Esteban
Pour les articles homonymes, voir San Esteban (homonymie).
L'Île de San Esteban est une petite île du golfe de Californie, dans la mer de Cortès, au Mexique. Elle se trouve au sud-ouest de Tiburón.

## Histoire
En 2005, l'île a été classée avec 244 autres au Patrimoine mondial de l'humanité par l'UNESCO comme Îles et aires protégées du Golfe de Californie.

## Faune

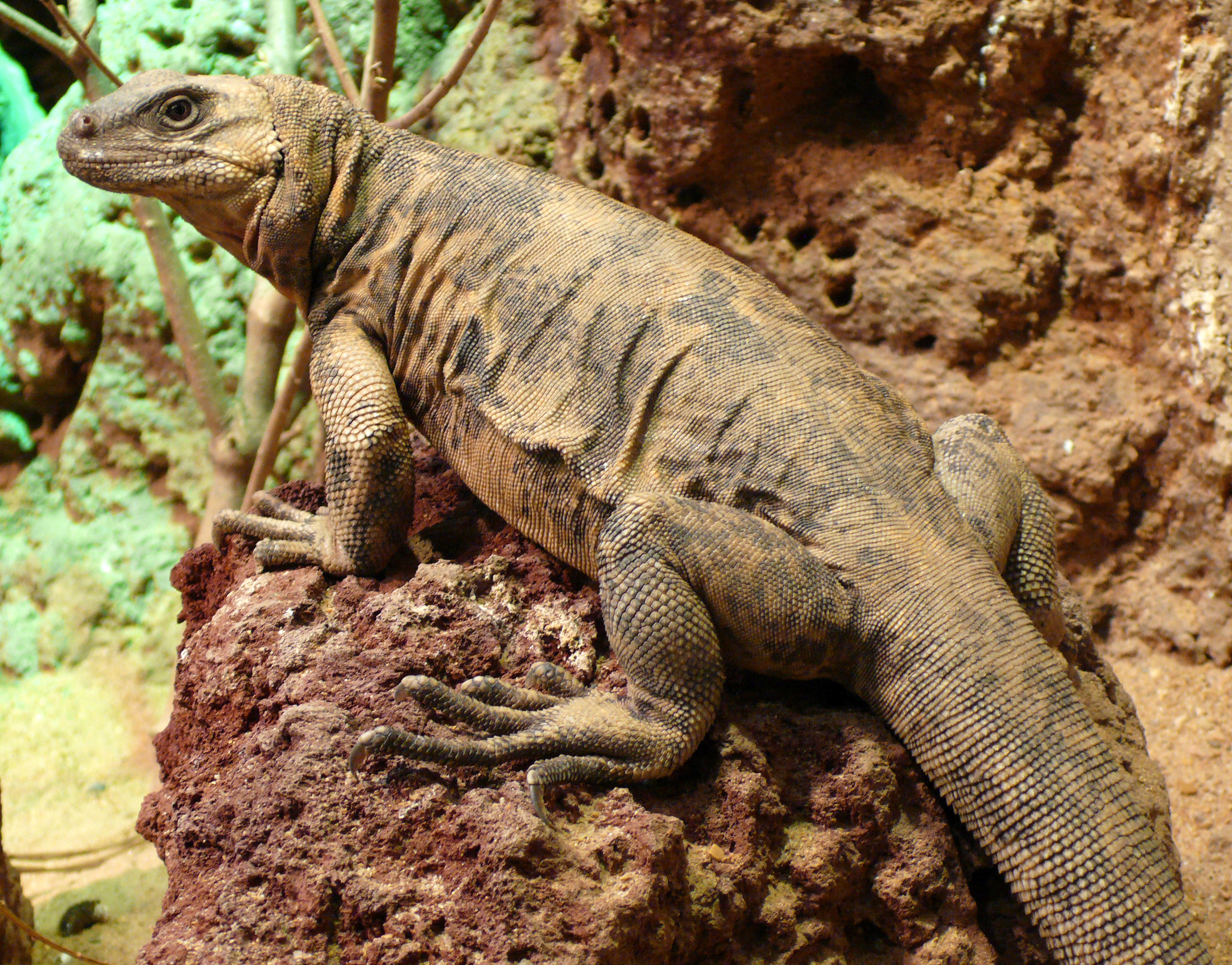
Chuckwalla de San Esteban

L'île est abrite plusieurs espèces de reptiles trouvées uniquement sur quelques îles du golfe. On y trouve notamment le Chuckwalla de San Esteban (Sauromalus varius), endémique de l'île, une espèce sœur Sauromalus hispidus et l'iguane Ctenosaura hemilopha conspicuosa, sous-espèce de l'Iguane à queue épineuse du Cap.